# Ноэль, Гари
Гари Ноэль (англ. Gary Noël; 7 марта 1990, Лондон, Англия) — маврикийский футболист, нападающий немецкого клуба «Алемания (Ахен)» и сборной Маврикия.

## Биография

### Клубная карьера
Воспитанник лондонского клуба «Миллуолл». После ухода из команды в 2008 году выступал за ряд клубов низших дивизионов Англии. Сезон 2011/12 отыграл в регионаллиге Австрии в составе фарм-клуба «Адмиры Ваккер». В сезоне 2012/13 выступал за другой клуб лиги «Швехат», в составе которого забил 20 голов в 29 матчах и стал лучшим бомбардиром зоны «Ost». Летом 2013 года перешёл в клуб первой лиги Австрии «Санкт-Пёльтен». В первый же сезон дошёл с командой до финала Кубка Австрии, что стало крупнейшим достижением в истории клуба. В начале сезона 2014/15 выступал за «Санкт-Пёльтен» в матчах отборочного раунда Лиги Европы против болгарского «Ботева» и голландского «ПСВ Эйндховен». Зимой 2015 года вернулся в третий дивизион Австрии, где выступал за клуб «Фёрст». Летом 2016 года подписал контракт с клубом немецкой регионаллиги «Любек».

### Карьера в сборной
За сборную Маврикия дебютировал 26 марта 2016 года в отборочном матче Кубка африканских наций против сборной Руанды, в котором провёл на поле все 90 минут.

## Достижения

### Командные
«Санкт-Пёльтен»
- Финалист Кубка Австрии: 2013/2014

### Личные
- Лучший бомбардир Регионаллиги Австрии (зона «Ost»): 2012/2013 (20 голов)